# Bisdom Bazel
Het bisdom Bazel (Latijn: Dioecesis Basileensis; Duits: Bistum Basel; Frans: Diocèse de Bâle) is een in Zwitserland gelegen rooms-katholiek bisdom. Het bisdom staat, zoals alle Zwitserse bisdommen, als immediatum onder rechtstreeks gezag van de Heilige Stoel.
Het territorium beslaat de kantons Basel-Stadt, Basel-Landschaft, Solothurn Aargau, Bern, Jura, Luzern, Schaffhausen, Thurgau en Zug.

## Geschiedenis
Het bisdom Bazel is de voortzetting van het Prinsbisdom Bazel. Tot de reformatie was het munster van Bazel de kathedraal van het bisdom. Sinds 1528 resideert de bisschop niet meer in de stad Bazel maar in Solothurn. Tot 1797 was de prins-bisschop van Bazel tevens wereldlijk machthebber in dit territorium. De laatste prins-bisschop Franciscus Xaverius van Neveu verloor echter tussen 1793 en 1797 als gevolg van de oorlog tussen Frankrijk en Oostenrijk zijn land en in 1803 werd ook de titel prins-bisschop afgeschaft. Hij bleef wel bisschop van Bazel.

## Bisschoppen van Bazel
- 1803–1828: Franciscus Xaverius van Neveu (daarvoor prins-bisschop)
- 1828–1854: Josef Anton Salzmann
- 1854–1862: Karl Arnold-Obrist
- 1863–1884: Eugène Lachat C.Pp.S.
- 1885–1888: Friedrich Xaver Odo Fiala
- 1888–1906: Leonhard Haas
- 1906–1925: Jakobus von Stammler
- 1925–1936: Joseph Ambühl
- 1936–1967: Franz von Streng
- 1967–1982: Anton Hänggi
- 1982–1993: Otto Wüst
- 1994–1995: Hansjörg Vogel
- 1995–2010: Kurt Koch
- sinds 2010: Felix Gmür

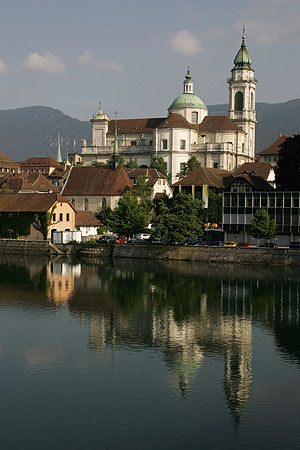
De Sint-Ursuskathedraal in Solothurn. Bisschopszetel van Bazel
Het munster van Bazel, tot de reformatie zetel van het bisdom